# Yeniabad
Yeniabad är en ort i Azerbajdzjan.   Den ligger i distriktet Şəmkir Rayonu, i den västra delen av landet, 300 km väster om huvudstaden Baku. Yeniabad ligger 210 meter över havet och antalet invånare är 1 671.
Terrängen runt Yeniabad är lite kuperad. Närmaste större samhälle är Shamkhor, 14,5 km sydväst om Yeniabad.
Trakten runt Yeniabad består till största delen av jordbruksmark. Runt Yeniabad är det ganska tätbefolkat, med 83 invånare per kvadratkilometer.